# Любименко, Пелагея Фёдоровна
Пелагея Фёдоровна Любименко — советский хозяйственный деятель, Герой Социалистического Труда.

## Биография
Родилась в 1921 году на территории современной Волгоградской области. Член КПСС.
Сослана как член семьи кулака в Коми АССР.
Окончила Ульяновский сельскохозяйственный техникум.
В 1941—1946 — зоотехник в Прокопьевском зооветпункте Сыктывдинского районного земельного отдела, главный зоотехник по лошадям Сыктывдинского райпо, зоотехник Нижнечовской государственной конюшни.
В 1946—1957 — участковый зоотехник Кочпонского зооветпункта, зоотехник объединённого колхоза имени Кирова.
В 1957—1976 — бригадир животноводов Кочпонского отделения номер 1 совхоза «Сыктывкарский» Сыктывдинского района Коми АССР.
Указом Президиума Верховного Совета СССР от 8 апреля 1971 года присвоено звание Героя Социалистического Труда с вручением ордена Ленина и золотой медали «Серп и Молот».
Делегат XXIII съезда КПСС.
Умерла в 2007 году в Сыктывкаре.

## Награды и звания
- Герой Социалистического Труда (08.04.1971)
- Орден Ленина (08.04.1971)
- Орден Трудового Красного Знамени (22.03.1966)